# Производство кофе в Гондурасе
Гондурас с начала XIX века является производителем и экспортером высококачественной арабики. Различные экосистемы позволяют выращивать кофе на всей территории страны и даже на островах Баия. Благодаря географическому положению Гондураса, его кофе является одним из лучших в Америке и востребованных в Европе.

## История
Кофе прибыл в Америку вместе с европейскими иммигрантами в XVIII веке, и они ввели его в сельское хозяйство в Центральной и Южной Америке. Одним из первых мест, где кофе стали выращивать в Гондурасе, была территория муниципалитета Манто в департаменте Оланчо.
Во время правления четвёртого президента Гондураса Хосе Коронадо Чавеса был принят указ о поддержке и регулировании выращивания кофе. Позднее в стране было принято законодательство о предоставлении земли всем выращивающим кофе.
После начала второй мировой войны торговля со странами Европы оказалась осложнена.
13 декабря 1960 года Сальвадор, Гватемала, Гондурас, Коста-Рика и Никарагуа подписали соглашение о создании организации «Центральноамериканский общий рынок» с целью ускорить экономическое развитие путём объединения материальных и финансовых ресурсов, устранения торгово-таможенных ограничений и координации экономической политики.
В начале 1970-х годов кофе являлся основной экспортной культурой страны. В 1971 году сбор кофе составил 15 тыс. тонн, в 1977 году — 53 тыс. тонн.
В первой половине 1980х годов главными экспортными товарами страны оставались кофе и бананы (на их долю приходилось около 40% всего экспорта), однако в результате снижения мировых цен на кофе валютные поступления в страну в начале 1980х годов заметно сократились и положение в экономике осложнилось. Начиная с 1982 года началось сокращение ВНП. Увеличилось количество безработных (в 1985 году в стране насчитывалось до 540 тыс. полностью или частично безработных).

## Современное состояние
Кофе выращивается в 14 департаментах страны на территории 280 000 гектаров. Наибольшее его количество производится в департаменте Эль-Параисо, также важными производителями являются департаменты Санта-Барбара, Оланчо, Комаягуа, Копан и Ла-Пас.
Весь производимый в Гондурасе кофе является арабикой, а выращивание кофе робуста запрещено законом. Основными сортами являются Coffea arabica var. typica и Coffea arabica var. burbon.
Выращивание сорта кофе робуста (низкого качества и сильной кислотности) запрещено законом в ряде стран Центральной Америки и разрешается только в учебных целях, этот сорт используется для производства порошковых растворимых кофе.
По состоянию на 2017 год Гондурас занимал шестое место в мире по объемам производства кофе. Этот продукт является основным в сельскохозяйственном экспорте страны, составляя около половины его, и около 20 процентов всего экспорта. Более половины кофе, производимого в Гондурасе, экспортируется в Европу, в основном в Германию (ежегодно более 40 млн кг кофе стоимостью свыше 40 млн долл. США), за которой следуют Бельгия и Италия. Другие направления — США и Япония.